# Quang Trung, Bắc Ninh
Quang Trung là một xã thuộc tỉnh Bắc Ninh, Việt Nam.

## Địa lý
Xã Quang Trung có vị trí địa lý:
- Phía đông giáp xã Nhã Nam
- Phía tây giáp xã Kha Sơn, tỉnh Thái Nguyên
- Phía nam giáp xã Ngọc Thiện
- Phía bắc giáp các xã Tam Tiến.

Xã Quang Trung có diện tích 31,36 km², dân số 30.398 người, mật độ dân số đạt 969 người/km².

## Lịch sử
Ngày 28 tháng 9 năm 2024, Ủy ban Thường vụ Quốc hội ban hành Nghị quyết số 1191/NQ-UBTVQH15 về việc sắp xếp đơn vị hành chính cấp huyện, cấp xã của tỉnh Bắc Giang giai đoạn 2023 – 2025 (nghị quyết có hiệu lực từ ngày 1 tháng 1 năm 2025). Theo đó, thành lập xã Quang Trung trên cơ sở toàn bộ 5,02 km² diện tích tự nhiên, quy mô dân số là 5.067 người của xã Đại Hóa; toàn bộ 5,63 km² diện tích tự nhiên, quy mô dân số là 4.180 người của xã Lan Giới và toàn bộ 5,81 km² diện tích tự nhiên, quy mô dân số là 5.866 người của xã Quang Tiến. Xã Quang Trung có 16,46 km² diện tích tự nhiên và quy mô dân số là 15.113 người.
Ngày 16 tháng 6 năm 2025, Ủy ban Thường vụ Quốc hội ban hành Nghị quyết số 1658/NQ-UBTVQH15 của UBTVQH về việc sắp xếp các đơn vị hành chính cấp xã của tỉnh Bắc Ninh năm 2025. Theo đó, sắp xếp toàn bộ diện tích tự nhiên, quy mô dân số của xã Lam Sơn và xã Quang Trung thành xã mới có tên gọi là xã Quang Trung.